# Кашина Сан Маурицио (Милано)
Кашина Сан Маурицио је насеље у Италији у округу Милано, региону Ломбардија.
Према процени из 2011. у насељу је живело 43 становника. Насеље се налази на надморској висини од 136 м.